# Wolfgang Kleff
Wolfgang Kleff (ur. 16 listopada 1946 w Schwerte) – były niemiecki piłkarz występujący na pozycji bramkarza.

## Kariera klubowa
Kleff zawodową karierę rozpoczynał w 1968 roku Borussii Mönchengladbach z Bundesligi. W tych rozgrywkach zadebiutował 7 września 1968 roku w zremisowanym 2:2 pojedynku z Alemannią Akwizgran. W Borussii spędził 11 lat. W tym czasie zdobył z klubem 5 mistrzostw RFN (1970, 1971, 1975, 1976, 1977), 2 Puchary UEFA (1975, 1979) i Puchar RFN (1972). Wywalczył z nim także 2 wicemistrzostwa RFN (1974, 1978). W 1973 roku Kleff wystąpił z zespołem w finale Pucharu UEFA, a w 1977 roku w finale Pucharu Mistrzów, jednak w obu przypadkach Borussia przegrała tam swoje mecze.
W 1979 roku odszedł do Herthy Berlin, również z Bundesligi. Pierwszy ligowy mecz zaliczył tam 11 sierpnia 1979 roku przeciwko Eintrachtowi Brunszwik (0:0). W 1980 roku spadł z klubem do 2. Bundesligi. Wówczas powrócił do Borussii Mönchengladbach. Grał w niej jeszcze przez 2 lata.
W 1982 roku Kleff przeniósł się do innego pierwszoligowego zespołu, Fortuny Düsseldorf. W jej barwach zadebiutował 21 sierpnia 1982 roku w wygranym 2:0 ligowym spotkaniu z VfL Bochum. Barwy Fortuny reprezentował przez 2 lata. Potem grał w ekipach Rot-Weiß Oberhausen, VfL Bochum oraz FSV Salmrohr, gdzie w 1987 roku zakończył karierę.

## Kariera reprezentacyjna
W reprezentacji RFN Kleff zadebiutował 22 czerwca 1971 roku w wygranym 7:1 towarzyskim meczu z Norwegią. W 1972 roku został powołany na mistrzostwa Europy. Nie zagrał na nich w żadnym pojedynku, a zespół RFN zdobył mistrzostwo Europy.
W 1974 roku Kleff znalazł się w kadrze na mistrzostwa świata. Na nich również nie wystąpił ani razu. RFN natomiast zdobył mistrzostwo świata. W latach 1971–1973 w drużynie narodowej rozegrał w sumie 6 spotkań.